# Verbascum acaule
Verbascum acaule är en flenörtsväxtart som först beskrevs av Jean-Baptiste Bory de Saint-Vincent och Chaub., och fick sitt nu gällande namn av O. Kuntze. Verbascum acaule ingår i släktet kungsljus, och familjen flenörtsväxter. Inga underarter finns listade i Catalogue of Life.